# Сусідська община
Сусідська (інакше — сільська, землеробська, територіальна, поземельна) община — територіальна спільність людей, які не пов'язані родинними зв'язками, але займають певну обмежену територію колективно оброблюваних земель.
Сусідська община прийшла на зміну родовій общині в епоху розпаду первісного суспільства та зародження класового суспільства. Сусідська громада складалася з окремих сімей, не пов'язаних між собою родинними зв'язками. Для такої общини, як правило, характерне поєднання приватної власності з колективною власністю на землю та деякі засоби виробництва (господарський двір, знаряддя праці, худоба тощо).
Виникла в процесі поглиблення майнової диференціації. Сусідська община найкраще вивчена на прикладі германської марки. В надрах сусідської общини у багатьох народів (у тому числі й у росіян і українців — під назвою дворище, земля) до XX століття, як пережиток, зберігалася і сімейна община.